# Valão Quente
Valão Quente é um distrito do município brasileiro de Pirapetinga, estado de Minas Gerais. Banhado pelo Rio Paraíba do Sul, o distrito localiza-se a sudoeste da sede municipal, da qual dista cerca de 15 quilômetros. Foi criado em 21 de maio de 1993 pela lei n° 845.